# Stralsunder Straßennamen/G
Dies ist ein Verzeichnis der Straßennamen der Hansestadt Stralsund.
Das Verzeichnis nennt den Namen der Straße und (in Klammern) den Ortsteil. Dazu wird eine Erläuterung (Jahr der Benennung, Grund) zum Straßennamen gegeben. Wegen der großen Anzahl an Straßen wurde das Verzeichnis nach den Anfangsbuchstaben der Straßennamen aufgeteilt. Unter „Allgemeines“ finden Sie die Einleitung und Erläuterungen zu den Straßennamen allgemein.
Beispiel: Den Amanda-Weber-Ring finden Sie unter A.
- Gänseweide (Süd / Andershof)

- Garbodenhagen (Grünhufe / Stadtkoppel)

- Gartenstraße (Franken / Frankenvorstadt)

- Garzer Weg (Franken / Frankensiedlung)

Benannt nach der Stadt Garz auf Rügen. In dieser Siedlung wurden überwiegend Straßen nach Orten auf der Insel Rügen benannt.
- Gasometerweg

Diese Straße wurde im Jahr 2005 angelegt und nach den hier bis zu ihrem Abriss im Jahr 2003 befindlichen Gasometern benannt.
- Gentzkowstraße (Franken / Frankenvorstadt)

Die Gentzkowstraße entstand in den 1920er Jahren unter dem Namen Bahnweg. 1927 wurden mehrere Stralsunder Straßen auf Beschluss des Rates der Stadt nach ehemaligen Bürgermeistern benannt; der Bahnweg wurde damit 1927 nach dem Chronisten Dr. jur. Nikolaus Gentzkow (* 1502, † 1576), der von 1555 bis zu seinem Tod Bürgermeister in Stralsund war, benannt.
In der Gentzkowstraße befand sich die Zuckerfabrik Stralsund, die am 31. Dezember 1992 geschlossen wurde.
- Gerhart-Hauptmann-Straße (Knieper / Kniepervorstadt)

Benannt nach dem deutschen Schriftsteller Gerhart Hauptmann. Dieser ließ sich in seinen letzten Lebensjahren auf der Insel Hiddensee nieder. Ein direkter Bezug zu Stralsund besteht jedoch nicht.
Zunächst hieß sie Am Strande, was auf den nahe gelegenen Strelasund zurückzuführen ist, ab 1869 dann Strandstraße. Nach der Entfestung Stralsunds 1873 wurde hier vor allem durch reiche Bürger viel gebaut. In der Straße steht u. a. das Schloss am Sund.
1976 wurde die Straße anlässlich des 30. Todestages Gerhart Hauptmanns erneut umbenannt.
- Gewerbestraße (Grünhufe / Stadtkoppel)

- Ginsterbusch (Grünhufe / Stadtkoppel)

Benannt nach dem Ginster. Viele Straßen dieses Viertels wurden nach einheimischen Pflanzen und Sträuchern benannt.
- Gottlieb-Mohnike-Weg (Knieper / Knieper West)

Bedeutsam in Stralsunds Geschichte waren gleich zwei Männer namens Gottlieb Mohnike: Der deutsche Arzt Otto Gottlieb Mohnike (1814–1887) (der gebürtige Stralsunder machte sich vor allem auf dem Gebiet der flächendeckenden Pockenschutzimpfung in Japan einen Namen) und sein Vater Gottlieb Christian Mohnike (1781–1841), der als Pfarrer der St. Jakobi-Kirche und als Konsistorial- und Schulrat sowie Leiter der Regierungsschulbehörde und zudem als Nordist tätig war und nach dem die Straße benannt wurde.
- Grabenweg (Grünhufe / Freienlande)

- Grabower Weg (Süd / Andershof)

- Graf-v.-Stauffenberg-Straße (Grünhufe / Grünthal-Viermorgen)

Benannt nach den deutschen Widerstandskämpfern gegen den Nationalsozialismus Berthold und Oberst Claus Schenk Graf von Stauffenberg. Sie waren Hauptpersonen beim Aufstand am 20. Juli 1944. Ein direkter Bezug zu Stralsund besteht nicht.
- Grahlhofer Weg (Süd / Andershof)

Benannt nach dem auf der Insel Rügen gelegenen Gut Grahlhof. Dies ging im 16. Jahrhundert in den Besitz des Stralsunder Klosters St. Jürgen am Strande über.
- Grasnelkenweg (Süd / Andershof)

Benannt nach der heimischen Grasnelke. In diesem Stadtviertel wurden die Straßen überwiegend nach einheimischen Pflanzen benannt.
- Greifswalder Chaussee (Franken / Franken Mitte bzw. Frankensiedlung bzw. Süd / Andershof)

Diese Chaussee führt als ehemalige Bundesstraße 96 in Richtung Greifswald. Ihre einst sehr große Bedeutung für die Stadt sank durch den Bau einer Umgehungsstraße Anfang 2004.
Die Straße wurde unter dem Namen An der Chaussee angelegt und erst bei der Reform der Straßennamen 1869 als Greifswalder Chaussee bezeichnet. Am 17. April 1975 beschloss der Rat der Stadt die Umbenennung in Straße der Befreiung zum 30. April 1975 in Anlehnung an die Befreiung der Stadt 1945 durch die von Greifswald einrückende Rote Armee. Am 8. November 1990 beschloss die Bürgerschaft die Rückbenennung.
- Griegstraße (Knieper / Knieper Nord)

Benannt nach dem norwegischen Komponisten Edvard Grieg. Die Straße liegt im sog. Musikerviertel. Ein direkter Bezug zu Stralsund besteht nicht.
- Groß Lüdershäger Weg (Tribseer / Tribseer Siedlung bzw. Tribseer Wiesen)

Benannt nach der Ortschaft Groß Lüdershagen am Stadtrand Stralsunds.
- Große Papenstraße

ehemaliger Straßenname, siehe Böttcherstraße
- Große Parower Straße (Knieper / Kniepervorstadt bzw. Knieper Nord)

Die Große Parower Straße entstand Mitte des 19. Jahrhunderts und hieß zunächst noch Am Parower Wege. Sie führte aus der Stadt ins benachbarte Parow. 1869 erhielt sie ihren heutigen Namen. Hier entstand in den 1930er Jahren die Luftwaffensiedlung, eine lange Reihe von Häusern für die in Parow stationierte Luftwaffe, sowie das Krankenhaus am Sund.
- Großer Diebsteig (Franken / Frankenvorstadt)

Der Kleine und der Große Diebsteig wurden bereits zu Beginn des 15. Jahrhunderts erwähnt, damals noch als devestig (deve bedeutet Diebe, Straßenräuber). Die Straßen lagen knapp außerhalb der Stadtmauern, am Handelsweg nach Greifswald. Hier trieben Straßenräuber ihr Unwesen. Ein Umbenennungswunsch am Ende des 19. Jahrhunderts an den „Hochwohlgeborenen Rath“ („Durch die gruseligen Namen bekommen wir keine Mieter mehr in unsere Häuser; wir sind gezwungen, deshalb die Sätze der Mieten immer stärker herabzustezen.“) blieb erfolglos.
- Grünhufe (Grünhufe / Grünthal-Viermorgen)

- Grünhufer Bogen (Knieper / Knieper West bzw. Grünhufe)

- Grünstraße (Franken / Frankenvorstadt)

- Grünthal (Grünhufe / Grünthal-Viermorgen)

- Grünthaler Hof (Grünhufe / Stadtkoppel)

- Grützmacherstraße

ehemaliger Straßenname, siehe Jacobiturmstraße
- Gustav-Adolf-Straße (Knieper / Kniepervorstadt)

Diese Straße wurde wahrscheinlich 1931 nach dem schwedischen König Gustav II. Adolf benannt. Er kam Stralsund mit seinen Truppen im Kampf gegen Wallenstein zu Hilfe.
- Gustower Weg (Süd / Andershof)

Benannt nach dem Ort Gustow auf Rügen. Gustow befindet sich praktisch gegenüber der Stadt Stralsund auf der gegenüberliegenden Seite des Strelasunds und nahe an der rügenseitigen Abfahrt des Rügendamms.